# Брилл, Натан Эдвин
Натан Эдвин Брилл (англ. Nathan Edwin Brill; 3 января 1860, Нью-Йорк, США — 13 декабря 1925, Нью-Йорк) — американский врач, доктор медицины, профессор, известный открытием позднего рецидива при эпидемическом сыпном тифе, а также некоторых форм лимфомы и гемолитической анемии.

## Биография
Сын Саймона и Адельгейт Бриллов.

### Образование
Учился в городском колледже Нью-Йорка, получил степень бакалавра гуманитарных наук в 1877 году. Получил высшее медицинское образование в Нью-йоркском университете, окончил его в 1880 году, получив звание доктора. В 1883 году получил степень магистра гуманитарных наук

### Научная и медицинская карьера
Он был интерном в больнице Бельвью с 1879 по 1881 год. В 1882 году был назначен врачом в госпиталь Маунт Синай, где он в дальнейшем стал профессором в колледже врачей и хирургов в 1910 году.
В 1910 году Брилл впервые описал случаи, которые по клиническим проявлениям напоминали эпидемический сыпной тиф, но им было присуще легкое протекание, они были обнаружены у выходцев из Восточной Европы, которые ранее перенесли эпидемический сыпной тиф в странах, откуда приехали в США. У этих больных Брилл не наблюдал главного фактора реализации передачи этой болезни — вшивости. В 1934 году американский учёный Ханс Цинссер предположил, что эти случаи — рецидив перенесённого ранее эпидемического сыпного тифа, а не новое заражение, что это происходит из-за задержки риккетсий во время первичной болезни в организме человека, а при определённых иммунологических сдвигов, преимущественно тогда, когда больные дожили до пожилого возраста, идёт рецидив. В современной медицинской литературе этот рецидив именуют болезнью Брилла-Цинссера.
В 1925 году Брилл описал особую форму лимфомы, которая характеризовалась комбинированной пролиферацией лимфобластов и ретикулярных клеток в лимфоидных фолликулах, что приводило к увеличению количества и размеров зародышевых фолликулов.Практически того же времени подобное описал американский врач Дуглас Симмерс В медицинской литературе сегодня заболевание именуют болезнью Брилла-Симмерса.
Брилл также описал практически вместе с американским патологом Максом Ледерером в 1925—1926 годах аутоиммунную гемолитическую анемию с чрезвычайно вариабельными показателями., которую называли в дальнейшем болезнью Брилла-Ледерера, сегодня этот термин является устаревшим.
Также он изучал вопросы изменений селезёнки при спленомегалии типа Гоше, роль удаления селезёнки при лечении тромбоцитопенической пурпуры, показал своё незаурядные диагностические способности при исследовании многих на тот момент нерасшифрованных форм болезней, неврологическими проявлениями их.
В феврале 1887 года Брилла был выбран в члены Американской медицинской ассоциации, а чуть позже в Американское общество врачей и Нью-йоркской академии медицины. Брилл был за годы своей медицинской карьеры членом ещё 6 медицинских ассоциаций и обществ США. Так в течение 1892—1894 годов он был президентом Американской ассоциации медицинской юриспруденции. Длительное время он возглавлял медицинскую комиссию госпиталя Маунт Синай.
Его определяли в профессиональной деятельности как выдающегося диагноста. Он принял участие в переводе и дополнении фундаментального пособия по клинической диагностике англ. The elements of clinical diagnosis Георга Клемперера (главный автор), вместе с Самюэлем Брукнерем. Пособие много раз переиздавалось вплоть до 2015 года.
Он был патриотом своей страны, хотел принять участие в Первой мировой войне на европейских фронтах, но слабое здоровье не позволило ему осуществить. Он выполнял определённые обязанности на территории США в ранге майора армейского корпуса США.
Женился на Эльзе Жозефталь. Имел с ней двоих детей — дочь Элизабет Джойс и сына Джона Льюиса.
В 1917 году у Брилла появились первые признаки смертельного заболевания — он постепенно терял голос из-за рака гортани. Инвалидизирующую болезнь переносил стойко, продолжая по возможности медицинские наблюдения. Его друг, преподобный Стефан Уайз сказал так об этом: Это смелость непокорного джентльмена, который перед лицом невзгод и испытаний и бесконечно тягостных трудностей демонстрирует всеобъемлющий стоицизм без любой горечи.
Умер 13 декабря 1925 года в Нью-Йорке.